# Comité national olympique et sportif français
Pour les articles homonymes, voir CNOSF (homonymie).
Le Comité national olympique et sportif français (CNOSF) est à la fois le représentant du mouvement sportif français auprès des pouvoirs publics — en particulier du ministère chargé des sports — et le représentant en France du Comité international olympique en tant que comité national olympique.
Représentant l'ensemble du mouvement sportif sur le territoire national, le CNOSF réunit les 111 fédérations sportives nationales et 180 000 associations, sa mission est notamment d'engager et de diriger les délégations françaises dans les événements soutenus ou organisés sous l'égide du CIO : Jeux olympiques, Jeux olympiques de la jeunesse, Festival olympique de la jeunesse européenne, Jeux mondiaux, Jeux méditerranéens. À ces titres, conformément à la loi, le CNOSF est reconnu comme une fédération agréée, délégataire d’une mission de service public.
Du 29 juin 2021 au 29 juin 2023, la présidente du CNOSF est Brigitte Henriques, première femme à accéder à ce poste. Cinquième personne à présider l'institution depuis sa création en 1972 et par filiation historique, la neuvième depuis Pierre de Coubertin en 1894, elle succède à Denis Masseglia, qui a effectué trois mandats depuis 2009. Une situation conflictuelle au sein de l'instance, la voit annoncer sa démission le 25 mai 2023. David Lappartient lui succède le 29 juin 2023.
Le 19 juin 2025, Amélie Oudéa-Castéra est élue présidente du CNOSF à l'unanimité.

## Histoire

### Le Comité olympique français, une institution ponctuelle
Dès 1894, à la naissance du mouvement olympique, est créé, à la demande du baron Pierre de Coubertin, un Comité olympique français (COF). Temporaire, il est mis en place en amont des Jeux olympiques pour préparer la participation des athlètes et dissous à l'issue de l'événement. Ce premier COF, présidé par Pierre de Coubertin et placé sous la présidence d'honneur du président de la République Félix Faure reçoit également la mission de préparer la célébration de la seconde olympiade prévue pour 1900 à Paris.
En 1901, deux fédérations l'Union des sociétés françaises de sports athlétiques (USFSA) et l'Union vélocipédique de France (UVF) souhaitent constituer un comité central des fédérations. Durant six ans, l'idée chemine et, en 1908, la Fédération française des sociétés d'aviron, la Fédération française de boxe et la Fédération française d'escrime se rallient à ce projet tandis que l'Union des sociétés de gymnastique de France (USGF) et l'Union des sociétés de tir de France y apportent leur appui moral.
Dans la perspective des Jeux olympiques de Londres 1908, sous les auspices des membres du Comité international olympique (CIO) pour la France (Pierre de Coubertin, Ernest Callot (de), Henry Hébrard de Villeneuve, le comte Albert de Bertier de Sauvigny), un nouveau COF est constitué lors d'une réunion à l'Automobile Club de France, le jeudi 17 janvier 1907. Grâce à Frantz Reichel, futur secrétaire général de l'organisme, le « Comité national des sports, syndicat des fédérations sportives » — car tel est son titre à sa création — voit le jour le 23 mai 1908, présidé par Duvigneau de Lanneau. C'est la raison pour laquelle cette date de création figure aujourd'hui dans les statuts du CNOSF.
Jusqu'en 1911, le COF ne réussit pas à se structurer et à obtenir une stabilité.
Pierre de Coubertin, pour sa part, en plus d'être le premier président du COF, assurant ces fonctions au gré des reformations jusqu'en 1913, est président du CIO de 1896 à 1925.

### Le Comité olympique français au sein du Comité national des sports

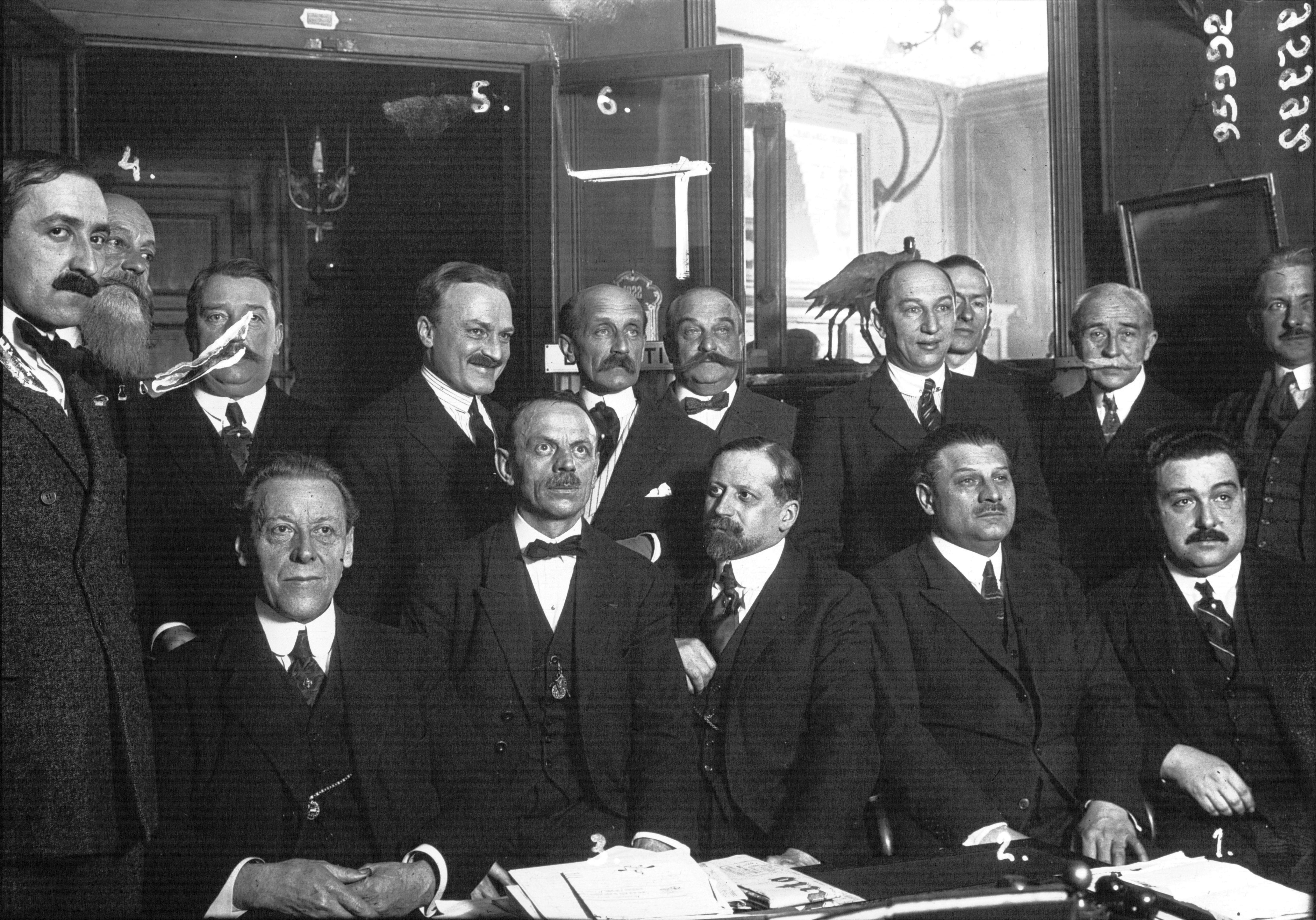
Réunion du comité olympique français en 1922.

Grâce à Frantz Reichel, futur secrétaire général de l'organisme, le Comité national des sports, syndicat des fédérations sportives — car tel est son titre à sa création — voit le jour le 23 mai 1908, présidé par Duvigneau de Lanneau. C'est la raison pour laquelle cette date de création figure aujourd'hui dans les statuts du CNOSF.
Le 11 mai 1911, afin de s'assurer une hégémonie dans l'espace des sports français — notamment contre les fédérations d'inspiration catholique réunies dans le Comité français interfédéral (CFI) — le Comité national des sports (CNS) censure, l'initiative de Coubertin et des membres du CIO pour la France de créer un nouveau Comité olympique français pour préparer Stockholm 1912. Le 27 mai 1911, le CNS proclame un Comité olympique français dont il a le contrôle. Statutairement, le CNOSF actuel prend ainsi ses racines en cette date symbolique.

### Émancipation et réunification
Le CNS et le COF disposent alors d'un siège social commun, d'un bureau et un président uniques. En 1925, le COF et le CNS se dotent d'un bureau et d'une présidence distincts mais le COF demeure placé sous l'égide du CNS. Au cours des années qui suivent, les deux comités s'affirment dans leurs missions respectives : le COF assure la logistique et les transports de la délégation française à l'occasion des Jeux olympiques et le CNS traite de sujets transversaux à l’ensemble des fédérations françaises et de ses autres membres.
En 1952, sous l'influence du CIO, le COF accomplit une réforme statutaire et devient juridiquement indépendant. Dès lors, le COF et le CNS coexistent et ils ont des tendances à s'affronter.
Dès 1966 se développe un projet de fusion entre le CNS et le COF afin de reconstituer l'unité du mouvement sportif français. Après une modification des statuts du CNS et la dissolution du COF, le CNOSF voit le jour le 22 février 1972 sous la forme d’une association loi de 1901 et bénéficie de la reconnaissance d’utilité publique accordée en 1922 au CNS. Il est reconnu courant 1973 par le CIO.

### Identité visuelle
L'identité visuelle du CNOSF est le coq gaulois, un symbole que Pierre de Coubertin jugeait humiliant et grotesque.

Logo du CNOSF de 1960 à 1998.
Logo du CNOSF de 1998 à 2015.
Logo du CNOSF depuis 2015.

## Présidents successifs

### Présidents duCNS
- 1908-1909 : Duvigneau de Lanneau ;
- 1909-1910 : marquis de Chasseloup-Laubat ;
- 1910-1911 : Albert Glandaz ;
- 1911-1912 : Duvigneau de Lanneau ;
- 1912-1913 : Albert Glandaz ;
- 1913-1925 : comte Justinien Clary ;
- 1925-1931 : Gaston Vidal ;
- 1931-1947 : Jules Rimet ;
- 1947-1967 : Alfred Eluère ;
- 1967-1971 : Pierre Graux ;
- 1971-1972 : Antoine Chiarisoli.

### Présidents duCOF
- 1894-1913 : baron Pierre de Coubertin ;
- 1913-1933 : comte Justinien Clary ;
- 1933-1967 : Armand Massard ;
- 1967-1971 : comte Jean de Beaumont ;
- 1971-1972 : Claude Collard.

### Présidents duCNOSF
- 1972-1982 : Claude Collard ;
- 1982-1993 : Nelson Paillou ;
- 1993-2009 : Henri Sérandour ;
- 2009-2021 : Denis Masseglia ;
- 2021-2023 : Brigitte Henriques ;
- 2023 : Astrid Guyart (intérim) ;
- 2023-2025 : David Lappartient;
- Depuis 2025 : Amélie Oudéa-Castéra.

Bien que le CNOSF ait hérité de la reconnaissance d'utilité publique octroyée en 1922 au CNS, la lignée officielle choisie est celle des présidents du COF. Le 29 juin 2021, Brigitte Henriques devient la première femme présidente du CNOSF. Elle est la 9e personne à présider l'organisation. Une situation conflictuelle au sein de l'institution l'amène à démissionner en mai 2023. David Lappartient est élu à sa succession par le conseil d'administration du CNOSF le 29 juin 2023 . Il est remplacé, le 19 juin 2025, par Amélie Oudéa-Castéra, élue à la majorité absolue.

## Objectifs et missions

### Faire du sport un enjeu pour la France
L'ambition du CNOSF est de faire du sport un élément central d'un projet de société. L'institution revendique en effet la contribution sociétale du sport (éducation, bien-être et santé, lien social, citoyenneté, bénévolat, développement durable , etc.), son rôle économique (emplois, équipements et matériels, aménagement du territoire, tourisme, médiatisation , etc.) et son apport identitaire (haut niveau, grandes manifestations, innovations technologiques, francophonie , etc.).
Pour cela, le CNOSF est au service des clubs, des fédérations, du mouvement sportif, des Français et de la France par la recherche de l'excellence sportive du rayonnement international et de l'olympisme, porteur de valeurs humanistes.
Il peut à l'occasion de contentieux sportifs être mis en lumière médiatique, en raison de la compétence des organes de conciliation indépendants qu'il abrite pour connaître de certains recours préalables obligatoires à toute voie devant une juridiction.

### Missions liées à l’Olympisme
En tant que représentant du CIO en France, le CNOSF développe et protège le mouvement olympique sur le territoire français. Il constitue, engage et conduit les délégations françaises aux manifestations organisées sous l'égide du CIO, sélectionne et accompagne les villes françaises candidates à l’accueil de manifestations olympiques.
Représentant du mouvement olympique en France, le CNOSF assure l'interface entre le CIO et les pouvoirs publics français et participe aux travaux menés par différentes instances du mouvement olympique : le CIO, l'Association des comités nationaux olympiques (ACNO) et les comités olympiques européens (COE). Dans le cadre de ses missions liées à l'olympisme, le CNOSF assure la promotion de l'olympisme et de ses valeurs en France : Journée olympique, le camp olympique de la jeunesse.

### Promotion du sport
En mai 2019, le CNOSF lance sa chaîne de télévision en partenariat avec Media365 : Sport en France. Cette chaîne vise à promouvoir chacune des 109 fédérations composant le comité, dans un souci d'exhaustivité mais pas d'exclusivité, un média pouvant reprendre gratuitement les images de la chaîne.

## Fonctionnement
Le CNOSF est constitué de 109 fédérations sportives et groupements qui regroupent 180 000 associations sportives pour 16 millions de licenciés sportifs et 3 500 000 bénévoles. Réunies par collèges (fédérations olympiques, sportives, affinitaires et multisports, scolaire et universitaire), les fédérations ainsi que des membres associés sont représentés au sein d’une assemblée générale qui se réunit tous les ans.
Au terme de chaque olympiade, une assemblée générale extraordinaire procède à l'élection d'un nouveau conseil d'administration de 45 membres. Ceux-ci choisissent dès lors un président en leur sein et proposent son nom à validation par l'assemblée générale extraordinaire. Tous ces mandats courent pour une olympiade (4 ans).
L'exécutif du CNOSF s'organise autour d'un bureau exécutif, composé de 7 membres issu du conseil d'administration (président, vice-présidents délégués, trésorier et secrétaire généraux) parfois élargi à 9 membres incluant les deux vice-présidents non-délégataires. Des instances consultatives, des commissions et des conseils inter-fédéraux traitent également d'affaires spécifiques ou communes aux membres.

## Structures déconcentrées
Le CNOSF s'est doté de structures déconcentrées :
- les comités régionaux olympiques et sportifs (CROS) ;
- les comités départementaux olympiques et sportifs (CDOS) ;
- les comités territoriaux olympiques et sportifs (CTOS)[18].

Au nombre de 131, les CROS, CDOS et CTOS représentent le CNOSF dans leur ressort territorial. À ce titre, ils ont notamment pour mission de décliner, en tenant compte des spécificités locales, les orientations et les actions initiées par le CNOSF. Constitués sous la forme d’association loi de 1901, leurs organes d’administration sont élus par leurs membres : les ligues, comités régionaux et comités départementaux qui représentent les fédérations sur leur territoire.

## Fédérations sportives reconnues par leCNOSF

### Fédérations olympiques
- d'athlétisme ;
- d'aviron ;
- de badminton ;
- de baseball et softball ;
- de basket-ball ;
- de boxe ;
- de canoë-kayak ;
- de cyclisme ;
- d'équitation ;
- d'escrime ;
- de football ;
- de golf ;
- de gymnastique ;
- d'haltérophilie - musculation ;
- de handball ;
- de hockey ;
- de hockey sur glace ;
- de judo, jujitsu, kendo et disciplines associées ;
- de karaté ;
- de lutte ;
- de la montagne et de l'escalade ;
- de natation ;
- de pentathlon moderne ;
- de roller et skateboard ;
- de rugby à XV ;
- de ski ;
- des sports de glace ;
- de surf ;
- de taekwondo et disciplines associées ;
- de tennis ;
- de tennis de table ;
- de tir ;
- de tir à l'arc ;
- de triathlon ;
- de voile ;
- de volley.

### Fédérations sportives nationales
- aéronautique ;
- d'aéromodélisme ;
- d'aérostation ;
- des arts martiaux chinois traditionnels ;
- de ball-trap ;
- du jeu de balle au tambourin ;
- de ballon au poing ;
- de billard ;
- de bowling et de sports de quilles ;
- de char à voile ;
- de course d'orientation ;
- de cyclotourisme ;
- de danse ;
- des échecs ;
- d'études et de sports sous-marins ;
- de football américain ;
- de force ;
- de giraviation ;
- de longue paume ;
- de motocyclisme ;
- motonautique ;
- de parachutisme ;
- des pêcheurs à la mouche et au lancer ;
- de pêche sportive au coup ;
- des pêcheurs en mer ;
- de pelote basque ;
- de pétanque et de jeu provençal ;
- de planeur ultra-léger motorisé ;
- de randonnée pédestre ;
- du réseau sport de l'air ;
- de rugby à XIII ;
- de sauvetage et de secourisme ;
- de savate, boxe française et disciplines associées ;
- de ski nautique et de wakeboard ;
- de spéléologie ;
- du sport automobile ;
- du sport-boules (boule lyonnaise) ;
- de kick boxing, muay thaï et disciplines associées ;
- des sports de traîneau ;
- de squash ;
- de twirling bâton ;
- de vol en planeur ;
- de vol libre.

### Fédérations multisports ou affinitaires
- Fédérations françaises :
  - d'éducation physique et de gymnastique volontaire ;
  - handisport ;
  - des maîtres-nageurs-sauveteurs ;
  - du sport adapté ;
  - du sport d'entreprise ;
  - du sport travailliste ;
  - sports pour tous.

- Fédérations :
  - des clubs sportifs et artistiques de la Défense ;
  - Léo-Lagrange ;
  - nationale du sport en milieu rural ;
  - sportive des sourds de France ;
  - sportive et culturelle de France ;
  - sportive et gymnique du travail ;
  - Union française des œuvres laïques d'éducation physique.

### Fédérations scolaires ou universitaires
- Fédération française du sport universitaire ;
- Union générale sportive de l'enseignement libre ;
- Union nationale du sport scolaire ;
- Union nationale des clubs universitaires ;
- Union sportive de l'enseignement du premier degré.

### Membres associés
- Associations françaises :
  - du corps arbitral multisports ;
  - des collectionneurs olympiques et sportifs.

- Comité français Pierre de Coubertin

- Fédérations françaises :
  - des clubs alpins et de montagne ;
  - des clubs omnisports ;
  - des médaillés de la jeunesse, des sports et de l'engagement associatif ;
  - de la retraite sportive.

- Fédérations :
  - des internationaux du sport français ;
  - nationale des Joinvillais ;
  - sportive de la police nationale ;
  - sportive des ASPTT.

- Union nationale des centres sportifs de plein air.

## Commission spécialisée équitation
Début 2006, pour des raisons de non-conformité de ses statuts, la Fédération française d'équitation (FFE) a perdu l'agrément et la délégation du Ministère de la jeunesse, des sports et de la vie associative.
Conformément à l'article L.131-19 du code du sport et à la suite de l'arrêté du même ministère du 29 septembre 2005, le CNOSF récupère les prérogatives perdues par la FFE et met en place la Commission spécialisée équitation (CSE). Son rôle est notamment d'organiser dans un certain nombre de disciplines les compétitions à l'issue desquelles sont délivrés les titres internationaux, nationaux, régionaux et départementaux en sports équestres.
La FFE ayant retrouvé sa délégation le 21 décembre 2006, la CSE a cessé de se réunir après sa dernière séance du 4 décembre 2006.

## Structuration régionale et départementale
Les CROS, constitués sous la forme d’association loi de 1901, représentent le CNOSF et le mouvement sportif de leur territoire. Les CROS sont ainsi les interlocuteurs des pouvoirs publics comme les directions régionales de la jeunesse des sports et de la cohésion sociale (DRJSCS) ou les conseils régionaux, établissements de coopération intercommunale et des organismes officiels régionaux comme le conseil économique, social et environnemental régional (CESER), ou les chambres régionales de l’économie sociale et solidaire (CRESS).
- CROS Auvergne-Rhône-Alpes[C 1] ;
- CROS Bourgogne-Franche-Comté[C 2] ;
- CROS Bretagne[C 3] ;
- CROS Centre-Val de Loire[C 4] ;
- CROS Corse[C 5] ;
- CROS Grand Est[C 6] ;
- CROS Hauts-de-France[C 7] ;
- CROS Île-de-France[C 8] ;
- CROS Normandie[C 9] ;
- CROS Nouvelle-Aquitaine[C 10] ;
- CROS Pays-de-la-Loire[C 11] ;
- CROS Région Sud Provence-Alpes-Côte d’Azur[C 12] ;
- CROS Guadeloupe[C 13] ;
- CROS Mayotte[C 14] ;
- CROS Réunion[C 15].

Le Comité territorial olympique et sportif (CTOS) est, comme les CROS, une association loi de 1901 représentant le CNOSF sur son territoire. Le dernier CTOS apparu est celui de Saint-Martin, en décembre 2008. Fondé en 1961, le CTOS de Nouvelle-Calédonie est lui le pionnier des comités territoriaux. Certains comités ont pour mission de constituer, organiser et diriger la délégation représentant le territoire aux compétitions régionales (Jeux du Pacifique, mini-Jeux du Pacifique).
- CTOS Guyane[C 16] ;
- CTOS Martinique[C 17] ;
- CTOS Saint-Martin[C 18] ;
- CTOS Nouvelle-Calédonie[C 19] ;
- CTOS Polynésie-Française[C 20] ;
- CTOS Wallis-et-Futuna[C 21].

Le Comité olympique de Polynésie française représente le sport et le mouvement olympique de façon autonome en Polynésie française. Fondé le 3 janvier 1973 comme Comité territorial des sports (CTS), puis CTOS, est devenu un Comité olympique en 2000 sans pour autant être membre du Comité international olympique.
Enfin, les CDOS représentent le CNOSF à l'échelon départemental pour chaque département métropolitain. Le CDOS du Rhône recouvre aussi la Métropole de Lyon.